# Hazebrouck
Hazebrouck (flamsko Hazebroek) je mesto in občina v severnem francoskem departmaju Nord regije Nord-Pas-de-Calais. Leta 1999 je mesto imelo 21.396 prebivalcev.

## Geografija
Kraj leži v severnofrancoski pokrajini Houtland, gozdnatem predelu Francoske Flandrije, 40 km jugovzhodno od Dunkerqua in 43 km severozahodno od Lilla.

## Administracija
Hazebrouck je sedež dveh kantonov:
- Kanton Hazebrouck-Jug (del občine Hazebrouck, občine Boëseghem, Borre, Morbecque, Pradelles, Steenbecque, Strazeele, Thiennes: 15.274 prebivalcev),
- Kanton Hazebrouck-Sever (del občine Hazebrouck, občine Blaringhem, Caëstre, Ebblinghem, Hondeghem, Lynde, Renescure, Sercus, Staple, Wallon-Cappel: 22.838 prebivalcev).

Oba kantona sta sestavna dela okrožja Dunkerque.

## Znamenitosti
- Gotska cerkev sv. Eligija, škofa iz Noyona, postavljena v 15. stoletju,
- Hiša - muzej očeta Lemira (1853-1928), francoskega poslanca, župana Hazebroucka,
- kapucinski samostan s semeniščem sv. Frančiška Asiškega.
- Muzej Le musée des Augustins je bil ustanovljen leta 1927 v zgradbi nekadanjega avguštinskega samostana iz 17. stoletja. V njem se nahaja zbirka flamskih in francoskih slikarjev. Etnološko zbirko predstavlja skupina »Velikanov Norda« (Géants du Nord) - Roland d'Hazebrouck, Tisje Tasje, Toria, Babe Tisje, Zoon Tisje.

- Roland d'Hazebrouck       1931
- Tisje Tasje       1947
- Toria                                 1960
- Babe Tisje in Zoon Tisje  1980-1998

## Pobratena mesta
- Faversham (Anglija, Združeno kraljestvo),
- Porz am Rhein (Nemčija),
- Soignies (Belgija).